# 1993 en fantasy
| Années de la fantasy : 1990 - 1991 - 1992 - 1993 - 1994 - 1995 - 1996    |
| Décennies de la fantasy : 1960 - 1970 - 1980 - 1990 - 2000 - 2010 - 2020 |

L'année 1993 a été marquée, en matière de fantasy, par les événements suivants.

## Romans - Recueils de nouvelles ou anthologies - Nouvelles
- Le Dernier Vœu (Ostatnie życzenie), roman d'Andrzej Sapkowski
- Le Voyage (Voyager), troisième tome de la saga littéraire Le Chardon et le Tartan de Diana Gabaldon

### Nouvelles
- Le Théâtre de la cruauté (Theatre of Cruelty), nouvelle de Terry Pratchett rattachée à l'univers du Disque-monde

## Films ou téléfilms
- L'Étrange Noël de monsieur Jack (The Nightmare Before Christmas), long-métrage d'animation réalisé par Henry Selick